# Cybermentorat
Le cybermentorat est une forme de mentorat où la communication repose sur l'utilisation des nouvelles technologies de l'information.

## Définition
Le cybermentorat réfère à des programmes de mentorat menés via l'utilisation des nouvelles technologies de l'information et de la communication.  L’Office québécois de la langue française en donne la définition suivante :
Mentorat où la communication est basée sur l'utilisation des nouvelles technologies de l'information, plus particulièrement du courrier électronique, des forums de discussion et de la visioconférence. Le cybermentorat s'oppose au mentorat présenciel (ou présentiel), en anglais face-to-face mentoring ou presential mentoring, qui se caractérise par la présence réelle du mentor auprès des mentorés.
À l’instar du mentorat, cette relation a pour objectif de favoriser le développement du mentoré sur les plans personnel, scolaire, social ou professionnel et devient appropriée lorsque des relations présentielles sont difficiles à organiser ou à maintenir.  Les défenseurs du cybermentorat croient pouvoir atténuer ou éliminer les difficultés traditionnellement rencontrées dans les programmes de mentorat conventionnels, grâce à l'utilisation des nouvelles technologies comme moyen de communication principal.

## Applications du cybermentorat
À ce jour, les ressources de cybermentorat demeurent très peu nombreuses. Parmi les ressources de cybermentorat les plus développées, mentionnons MentorNet aux États-Unis. Au Québec, Academos s’adresse aux jeunes québécois âgés de 14 à 30 ans. 